# Hans Schüchlin
Hans Schüchlin lub Schuelin (ur. ok. 1430 w Ulm, zm. w 1505 tamże) – niemiecki malarz późnego gotyku. 
Być może kształcił się w Norymberdze, gdzie mógł być uczniem Hansa Pleydenwurffa. W 1493 został członkiem cechu malarzy w Ulm. Piastował kilka urzędów miejskich. W 1495 i 1497 należał do rady miejskiej. Wykształcił się na wzorach  niderlandzkich. Jego jedynym udokumentowanym dziełem jest Ołtarz z Tiefenbronn (1469) przedstawiający sceny pasyjne i epizody z życia Marii z wizerunkami Ojców Kościoła w predelli. Nie zachowały się jego ołtarze dla kościołów św. Marcina w Rothenburgu i św. Lienharda w Ulm oraz kaplicy św. Maurycego w Lorch.  Przypisuje mu się Portret małżonków (Monachium) oraz fresk Sąd Ostateczny  (1471) w katedrze w Ulm. Jego uczniem był Bartholomäus Zeitblom.